# Willi Weber
Wilhelm Friedrich Weber, detto Willi (Ratisbona, 11 marzo 1942), è un imprenditore tedesco.

## Biografia
Dapprima piccolo imprenditore in vari settori (iniziò da giovanissimo commerciando uniformi militari usate, per poi dedicarsi ad alberghi e ristoranti), nel 1983, insieme a Klaus Trella, fondò una scuderia di Formula 3, la Weber-Trella Stuttgart (WTS). Il primo grande successo arrivò nel 1988 con Joachim Winkelhock che vinse il campionato di Formula 3 tedesco.
Alla fine dello stesso anno, recatosi a seguire una gara di Formula Ford al Salzburgring, in Austria, Weber fu attratto dal vincitore della corsa, peraltro esordiente in quella categoria: il diciannovenne Michael Schumacher. Venuto a conoscenza del fatto che questi non aveva le risorse necessarie per correre in Formula 3, lo sottopose a una sessione di test a Hockenheim: convinto del suo talento, gli offrì subito un sedile per correre nel campionato tedesco di F3 a partire dal 1989. Al primo anno nel team WTS, Schumacher si piazzò secondo, poi nel 1990 vinse il campionato: Weber, da allora, ne divenne il manager.
Sempre nel 1990, grazie alle sue conoscenze, Weber riuscì a far ingaggiare Michael Schumacher dalla Mercedes-Benz per correre nel Campionato del Mondo Gruppo C. Un anno dopo, nel 1991, lo portò all'esordio in Formula 1, facendolo debuttare a Spa con la Jordan Grand Prix: nell'occasione, mentì a Eddie Jordan assicurandogli che il suo giovane assistito avesse già girato sul difficile tracciato belga, cosa invece non vera. A stretto giro, ne agevolò il passaggio alla Benetton Formula.
Col passare degli anni, man mano che la carriera di Schumacher progredì, Weber riversò tutte le sue attenzioni sulla Formula 1: nel 1995, dopo il secondo titolo iridato conquistato al volante della Benetton, vendette la sua scuderia di Formula 3.
Sfruttando le sue capacità di negoziazione e l'intuito per il marketing, Weber trasformò Michael Schumacher in una delle star sportive più redditizie di sempre; inoltre, grazie al 15% di commissione da lui incassato per ogni affare concluso per conto dei suoi clienti, si costruì un cospicuo patrimonio personale. Si affidarono poi a lui anche il fratello di Michael, Ralf Schumacher, e i connazionali Nico Hülkenberg e Timo Scheider; al di fuori dello sport, hanno fatto parte della "scuderia" di Weber anche le top model Claudia Schiffer e Naomi Campbell.